# Giuncatella abruzzese
La giuncatella abruzzese è un tipico formaggio abruzzese.

## Caratteristiche
È prodotto per il 60% utilizzando il latte pecorino, mentre per il restante 40% si usa il latte caprino, entrambi provenienti da razze miste.  Fa parte dei Prodotti agroalimentari tradizionali abruzzesi.

## Preparazione
Bisogna prendere il latte ricavato dal miscuglio dei due, e portarlo a temperature congrue affinché possa coagularsi; a questo impasto verrà aggiunto del caglio e alcuni fermento lattico. Da queste sostanze si trae il formaggio originale, che senza essere salato o sottoposto ad altri trattamenti viene steso in alcuni appositi recipienti di giunco (il nome del prodotto caseario deriva proprio da questa procedura), dopodiché è pronto al consumo al naturale.

## Dimensioni
In genere le forme di giuncatella hanno un diametro di 13-18 cm e pesano tra i 5 e gli 8 ettogrammi.